# Myrteae
Myrteae, tribus mirtovki, dio potporodice Myrtoideae

## Rodovi
1. Tribus Myrteae DC.
  1. Subtribus neopisan
    1. Archirhodomyrtus (Nied.) Burret (5 spp.)

  2. Subtribus Decasperminae E. Lucas & T. Vasc.
    1. Myrtella F. Muell. (2 spp.)
    2. Lithomyrtus F. Muell. (11 spp.)
    3. Austromyrtus (Nied.) Burret (5 spp.)
    4. Uromyrtus Burret (22 spp.)
    5. Rhodamnia Jack (40 spp.)
    6. Gossia N. Snow & Guymer (47 spp.)
    7. Pilidiostigma Burret (6 spp.)
    8. Decaspermum J.R.Forst. & G.Forst. (34 spp.)
    9. Kanakomyrtus N. Snow (6 spp.)
    10. Octamyrtus Diels (5 spp.)
    11. Rhodomyrtus (DC.) Rchb. (22 spp.)

  3. Subtribus neopisan
    1. Myrtastrum Burret (1 sp.)

  4. Subtribus Myrtinae Nied.
    1. Accara Landrum (1 sp.)
    2. Calycolpus O. Berg (16 spp.)
    3. Chamguava Landrum (3 spp.)
    4. Myrtus L. (2 spp.)

  5. Subtribus Ugninae E. Lucas & T. Vasc.
    1. Ugni Turcz. (4 spp.)
    2. Myrteola O. Berg (3 spp.)

  6. Subtribus neopisan
    1. Amomyrtus (Burret) D. Legrand & Kausel (2 spp.)
    2. Lenwebbia N. Snow & Guymer (2 spp.)
    3. Lophomyrtus Burret (2 spp.)
    4. Neomyrtus Burret (1 sp.)

  7. Subtribus Luminae E. Lucas & T. Vasc.
    1. Myrceugenia O. Berg (46 spp.)
    2. Luma A. Gray (2 spp.)
    3. Nothomyrcia Kausel (1 sp.)

  8. Subtribus Pimentinae O. Berg
    1. Amomyrtella Kausel (2 spp.)
    2. Legrandia Kausel (1 sp.)
    3. Mosiera Small (33 spp.)
    4. Pimenta Lindl. (21 spp.)
    5. Curitiba Salywon & Landrum (1 sp.)
    6. Feijoa O. Berg (1 sp.)
    7. Acca O. Berg (2 spp.)
    8. Psidium L. (117 spp.)
    9. Campomanesia Ruiz & Pav. (42 spp.)
    10. Myrrhinium Schott (1 sp.)

  9. Subtribus Eugeniinae O. Berg.
    1. Myrcianthes O. Berg (40 spp.)
    2. Eugenia L. (1262 spp.)
    3. Calycorectes O. Berg (29 spp.)
    4. Calyptrogenia Burret (2 spp.)
    5. Stereocaryum Burret (2 spp.)
    6. Pseudanamomis Kausel (1 sp.)

  10. Subtribus Blepharocalycinae E. Lucas & T. Vasc.
    1. Blepharocalyx O. Berg (4 spp.)

  11. Subtribus Pliniinae E. Lucas & T. Vasc.
    1. Plinia Plum. ex L. (80 spp.)
    2. Myrciaria O. Berg (34 spp.)
    3. Neomitranthes D. Legrand (15 spp.)
    4. Siphoneugena O. Berg (12 spp.)

  12. Subtribus Myrciinae O. Berg
    1. Algrizea Proença & NicLugh. (2 spp.)
    2. Myrcia DC. ex Guill. (864 spp.)
    3. Marlierea auct. (14 spp.)
    4. Calyptranthes Sw. (28 spp.)